# Ochthebius hungaricus
Ochthebius hungaricus är en skalbaggsart som beskrevs av Endrödy-younga 1967. Ochthebius hungaricus ingår i släktet Ochthebius och familjen vattenbrynsbaggar. Arten har ej påträffats i Sverige. Inga underarter finns listade i Catalogue of Life.